# Rudgwick
Rudgwick är en ort och civil parish i Storbritannien.   Den ligger i grevskapet West Sussex och riksdelen England, i den södra delen av landet, 50 km söder om huvudstaden London. Rudgwick ligger 41 meter över havet och antalet invånare är 1 678.
Terrängen runt Rudgwick är platt.Runt Rudgwick är det ganska tätbefolkat, med 239 invånare per kvadratkilometer. Närmaste större samhälle är Crawley, 18,9 km öster om Rudgwick. Trakten runt Rudgwick består i huvudsak av gräsmarker.